# Alpha male và beta male
Alpha male và beta male (dịch: Đàn ông alpha và đàn ông beta, cách viết rút gọn: alpha và beta) là những thuật ngữ tiếng lóng dành cho nam giới bắt nguồn từ sự chỉ định alpha và beta trong tập tính học. Thuật ngữ alpha male thường được áp dụng một cách không chính xác cho bất kỳ người đàn ông chiếm ưu thế nào, đặc biệt là khi dùng để chỉ những kẻ bắt nạt. Cả hai thuật ngữ đều được sử dụng thường xuyên trong manosphere (cộng đồng chuyên đề cao tính thượng đẳng của nam giới). Thuật ngữ beta thường được sử dụng như từ nhận diện mang nét nghĩa miệt thị giữa những thành viên trong cộng đồng manosphere, đặc biệt là incel. Incel là những người không tin là mình có tính quyết đoán hay mạnh mẽ, nam tính theo kiểu truyền thống, và cảm thấy bị phụ nữ coi thường. Beta cũng thường được sử dụng để mô tả tiêu cực về người đàn ông không quyết đoán, đặc biệt là với phụ nữ cũng như với cuộc sống.

## Lịch sử
Trước thập niên 1990, thuật ngữ này hầu như chỉ được sử dụng trong tập tính học động vật, đặc biệt là để chỉ đặc quyền giao phối với giống cái, khả năng nắm giữ lãnh thổ, và phân cấp về mức tiêu thụ nguồn thức ăn trong bầy hoặc đàn của chúng. Trong tập tính học động vật, beta là từ dùng để chỉ loài động vật phụ thuộc vào thành viên cấp cao hơn trong hệ thống phân cấp xã hội. Vì vậy mà beta là loài phải chờ ăn và ít có cơ hội được giao phối hoặc không có.
Trong cuốn sách Chimpanzee Politics: Power and Sex Between Apes (1982), nhà linh trưởng học kiêm tập tính học Frans de Waal chỉ ra rằng những quan sát của ông về đàn tinh tinh có thể ứng dụng trong sự tương tác giữa người với người. Một số bài bình luận về cuốn sách, bao gồm cả bài viết của tờ Chicago Tribune có thảo luận về sự tương quang giữa hệ thống phân cấp của loài tinh tinh với hệ thống phân cấp quyền lực ở loài người. Vào đầu thập niên 1990, một số phương tiện truyền thông bắt đầu sử dụng thuật ngữ alpha để chỉ con người, đặc biệt là những doanh nhân thành đạt "đầy nam tính". Nhà báo Jesse Singal viết trên tạp chí New York rằng thuật ngữ này trở nên phổ biến là do một bài báo đăng trên tạp chí Times vào năm 1999. Bài báo này vạch ra quan điểm của Naomi Wolf, người lúc bấy giờ là cố vấn cho ứng cử viên tổng thống Al Gore: "Wolf đã tranh luận trong nội bộ rằng Gore là 'Beta male' cần phải trở thành 'Alpha male' ở Phòng Bầu dục trước khi công chúng xem ông là người đứng đầu". Singal cũng ghi nhận cuốn sách bán chạy The Game (2005) viết về pickup artist (tạm dịch: nghệ thuật tán gái) của Neil Strauss vì đã phổ biến từ alpha male như một lý tưởng đầy tham vọng.

## Sử dụng
Thuật ngữ alpha male thường được áp dụng một cách không chính xác cho bất kỳ người đàn ông thống trị nào, đặc biệt là khi dùng để chỉ những kẻ bắt nạt. Tuy nhiên, bản tính muốn thống trị hiếm khi được xem là điểm tích cực ở cả việc hẹn hò lý tưởng hay tìm kiếm một đối tác lãng mạn. Quan niệm cho rằng có một hệ thống phân cấp thống trị giữa người với người bao gồm "alpha male" và "beta male" đôi khi được đưa tin trên các phương tiện truyền thông dòng chính. Các chuyên gia coi những tuyên bố như phụ nữ có xu hướng ham muốn "alpha male" là sự kỳ thị nữ giới và khuôn sáo, và nghiên cứu cũng không ủng hộ tuyên bố kiểu này. Không thể nào phân loại con người như là hệ thống phân cấp thống trị được vì hành vi và xã hội của loài người phức tạp hơn rất nhiều so với các loài linh trưởng khác. Con người vừa có thể giữ vai trò thống trị trong một số hoàn cảnh xã hội nhất định, vừa có thể là cấp dưới trong một số trường hợp khác.
Quan niệm sai lầm về "alpha male" rất phổ biến ở manosphere. Manosphere là tập hợp các trang web, blog và diễn đàn trực tuyến truyền bá về nam tính, cực lực phản đối nữ quyền, và kỳ thị nữ giới bao gồm các phong trào như đòi quyền nam giới, incel (độc thân tự nguyện), Men Going Their Own Way (MGTOW), pickup artist (PUA). Thuật ngữ beta cũng thường xuyên được sử dụng trong cộng đồng manosphere. Cách sử dụng của từ thực sự không phù hợp, và học giả Debbie Ging đã diễn tả rằng lý thuyết của cộng đồng về "nam tính alpha, beta, omega và zeta" là "nhầm lẫn và mâu thuẫn". Beta đôi khi được sử dụng như là từ nhận diện cho những người đàn ông không có biểu hiện của sự nam tính bá quyền. Từ này đôi khi cũng được cư dân manosphere sử dụng như một thuật ngữ mỉa mai dành cho những người đàn ông coi trọng nữ quyền, hoặc đang hành xử như một "hiệp sĩ trắng". Một số nhóm manosphere có thể gọi thành viên của nhóm khác trong cộng đồng manosphere là beta. Lấy ví dụ, thành viên của cộng đồng MGTOW thường sử dụng từ beta để chỉ cánh đàn ông hoạt động vì quyền nam giới hoặc incel. Thành viên của cộng đồng pickup artist (PUA) thường sử dụng từ này để nói về giới đàn ông không được hưởng "cuộc chơi". Nói chung, cộng đồng manosphere tin rằng "alpha male" là những người đàn ông được nhiều phụ nữ ưa thích, còn "beta male" là những người bị phụ nữ phớt lờ hoặc lợi dụng. Cộng đồng manosphere cũng sử dụng các thuật ngữ tương tự khác như nice guy (anh chàng tốt bụng), cuck (bị mọc sừng), simp, và soy boy (thằng đậu nành).

## Thuật ngữ liên quan

### Beta uprising
Thuật ngữ beta uprising (beta nổi dậy) hoặc incel rebellion (incel nổi loạn) được phần lớn incel sử dụng để đề cập đến sự báo thù của các thành viên trong cộng đồng vì bị phụ nữ coi thường. Từ này đôi khi cũng sử dụng để mô tả phong trào nhằm lật đổ cái mà họ coi là xã hội nữ quyền, áp bức. Vụ tấn công xe tải ở Toronto vào năm 2018 được cho là do một người đàn ông gây ra. Trước khi thực hiện vụ tấn công, anh ta từng đăng trên trang Facebook cá nhân nội dung là "Cuộc khởi nghĩa của Incel đã bắt đầu". Phương tiện truyền thông sử dụng thuật ngữ beta uprising và incel rebellion để chỉ những hành vi bạo lực do cộng đồng manosphere gây ra, đặc biệt là incel.

### Betabux
Trong cộng đồng manosphere, thuật ngữ betabux dùng để chỉ những beta male chuyên chi tiền cho phụ nữ với hi vọng có thể kiếm được mối quan hệ lãng mạn hoặc tình dục. Từ trái nghĩa là alphafux, dùng để chỉ những alpha male không cần chi tiền cho phụ nữ mà vẫn có thể quan hệ tình dục với họ. Thuật ngữ này giả định một chiến lược tình dục của phụ nữ, theo đó họ thích quan hệ tình dục với alpha male, nhưng vẫn tìm đến beta male kém hấp dẫn hơn chủ yếu vì mục đích tài chính như một lựa chọn thứ yếu. Đôi khi, thuật ngữ này được sử dụng để chỉ niềm tin rằng phụ nữ kết hôn với beta male chỉ để lợi dụng họ về mặt tài chính, trong khi vẫn tiếp tục quan hệ tình dục với alpha male.